# Poppin' My Collar
Poppin' My Collar è un singolo del gruppo hip hop statunitense Three 6 Mafia, pubblicato nel 2006 ed estratto dall'album Most Known Unknown.

## Tracce
- Download digitale

1. Poppin' My Collar – 2:54